# Paulo Retre
Paulo Retre (Melbourne, 4 marzo 1993) è un calciatore australiano, difensore del Wellington Phoenix.

## Carriera

### Club
Paulo Retre fa i primi passi nel calcio professionistico nelle giovanili del Melbourne Heart, per poi passare, in seguito, ai rivali del Melbourne Heart.
Il 19 dicembre 2015 segna la sua prima rete proprio nel derby di Melbourne, contribuendo alla vittoria finale per 2-1.
Il 1º luglio 2017 passa al Sydney FC.
Nella stagione 2023-2024 ha giocato nella prima divisione indiana all'FC Goa; a fine stagione è tornato a giocare nella prima divisione australiana, ai Wellington Phoenix.

### Nazionale
Ha giocato nella nazionale australiana Under-20.

## Statistiche
Statistiche aggiornate al 28 dicembre 2024.
| Stagione              | Squadra               | Campionato            | Campionato | Campionato | Coppe nazionali | Coppe nazionali | Coppe nazionali | Coppe continentali | Coppe continentali | Coppe continentali | Altre coppe | Altre coppe | Altre coppe | Totale | Totale |
| Stagione              | Squadra               | Comp                  | Pres       | Reti       | Comp            | Pres            | Reti            | Comp               | Pres               | Reti               | Comp        | Pres        | Reti        | Pres   | Reti   |
| --------------------- | --------------------- | --------------------- | ---------- | ---------- | --------------- | --------------- | --------------- | ------------------ | ------------------ | ------------------ | ----------- | ----------- | ----------- | ------ | ------ |
| 2012-2013             | Melbourne City        | AL                    | 0          | 0          |                 | -               | -               |                    | -                  | -                  |             | -           | -           | 0      | 0      |
| 2013-2014             | Melbourne City        | AL                    | 4          | 0          | FFA             | -               | -               |                    | -                  | -                  |             | -           | -           | 4      | 0      |
| 2014-2015             | Melbourne City        | AL                    | 15         | 0          | FFA             | -               | -               |                    | -                  | -                  |             | -           | -           | 15     | 0      |
| 2015-2016             | Melbourne City        | AL                    | 24         | 1          | FFA             | -               | -               |                    | -                  | -                  |             | -           | -           | 24     | 1      |
| 2016-2017             | Melbourne City        | AL                    | 10         | 0          | FFA             | -               | -               |                    | -                  | -                  |             | -           | -           | 10     | 0      |
| Totale Melbourne City | Totale Melbourne City | Totale Melbourne City | 53         | 1          |                 | -               | -               |                    | -                  | -                  |             | -           | -           | 53     | 1      |
| 2017-2018             | Sydney FC             | AL                    | 18         | 0          | FFA             | -               | -               | ACL                | 5                  | 0                  |             | -           | -           | 23     | 0      |
| 2018-2019             | Sydney FC             | AL                    | 21         | 1          | FFA             | 5               | 0               | ACL                | 5                  | 0                  |             | -           | -           | 31     | 1      |
| 2019-2020             | Sydney FC             | AL                    | 26         | 2          | FFA             | -               | -               | ACL                | 4                  | 0                  |             | -           | -           | 30     | 2      |
| 2020-2021             | Sydney FC             | AL                    | 25         | 0          |                 | -               | -               |                    | -                  | -                  |             | -           | -           | 25     | 0      |
| 2021-2022             | Sydney FC             | AL                    | 23         | 0          | FFA             | 1               | 0               | ACL                | 7                  | 0                  |             | -           | -           | 31     | 0      |
| 2022-2023             | Sydney FC             | AL                    | 23+3       | 1          | FFA             | 2               | 0               |                    | -                  | -                  |             | -           | -           | 28     | 1      |
| Totale Sydney FC      | Totale Sydney FC      | Totale Sydney FC      | 139        | 4          |                 | 8               | 0               |                    | 21                 | 0                  |             | -           | -           | 168    | 4      |
| 2023-2024             | Goa                   | ISL                   | 17+1       | 0          | SC              | 3               | 0               |                    | -                  | -                  | DC          | 2           | 0           | 23     | 0      |
| 2024-2025             | Wellington Phoenix    | AL                    | 6          | 1          | CA              | 0               | 0               |                    | -                  | -                  |             | -           | -           | 6      | 1      |
| Totale carriera       | Totale carriera       | Totale carriera       | 216        | 6          |                 | 11              | 0               |                    | 21                 | 0                  |             | 2           | 0           | 250    | 6      |

## Palmarès

### Club

#### Competizioni nazionali
- FFA Cup: 2

Melbourne City: 2016
Sydney FC: 2017
- Premier's Plate: 2

Sydney FC: 2017-2018, 2019-2020
- Campionato australiano: 2

Sydney FC: 2018-2019, 2019-2020